# Torvbägarlav
Torvbägarlav (Cladonia incrassata) är en lavart som beskrevs av Flörke. Torvbägarlav ingår i släktet Cladonia och familjen Cladoniaceae.  Arten är reproducerande i Sverige. Inga underarter finns listade i Catalogue of Life.